# Potentilla aphanes
Potentilla aphanes är en rosväxtart som beskrevs av J. Soják. Potentilla aphanes ingår i Fingerörtssläktet som ingår i familjen rosväxter. Inga underarter finns listade i Catalogue of Life.